# 林超群
林超群（1935年4月6日—），男，壮族，广西象州人，中华人民共和国政治人物，曾任中共广西壮族自治区党委常委、政法委书记，广西壮族自治区公安厅厅长，第七、八届全国人大代表。